# 弗兰克·哈恩
弗兰克·霍拉斯·哈恩（Frank Hahn，1925年4月26日—2013年1月29日，生于柏林）英国经济学家。他的工作集中于一般均衡理论、货币理论、凯恩斯主义经济学和货币主义。著名的经济理论问题：货币（本质上是毫无价值的）在何种条件下在一般均衡中具有正的价值，后来被称为“哈恩难题”。